# Aberásturi
Aberásturi (en euskera y oficialmente Aberasturi) es un concejo del municipio de Vitoria, perteneciente a la Cuadrilla de Vitoria, en la provincia de Álava, País Vasco (España).

## Toponimia
En el año 1025 en la Reja de San Millán, consta como Haberasturi. En 1257 se documenta como Auerasturi; y en 1295 Haverasturi. También ha sido denominada Haverasturi, Auerasturi, Aberastruy, Averásturi, Aberásturi o Aberasturi. Mitxelena considera que la base es aberats ‘rico’ y el segundo elemento (h)uri ‘villa’. Salaberri considera que se trata del antropónimo (sobrenombre) Aberats, originado en el adjetivo aberats ‘rico’.

## Geografía física
Está situado al este del municipio, a 8 km del centro urbano, a orillas del río Errekaberri al pie de un monte y sobre una colina. Atraviesa la localidad la carretera local A-4126 que enlaza con la comarcal A-132 que comunica  Lumbier con Vitoria.
| Noroeste: Ascarza (Álava) | Norte: Cerio (Álava) | Nordeste: Villafranca (Álava) |
| Oeste: Otazu              |                      | Este: Andollu                 |
| Suroeste: Bolívar (Álava) |                      | Sureste: Trocóniz             |

## Situación e historia

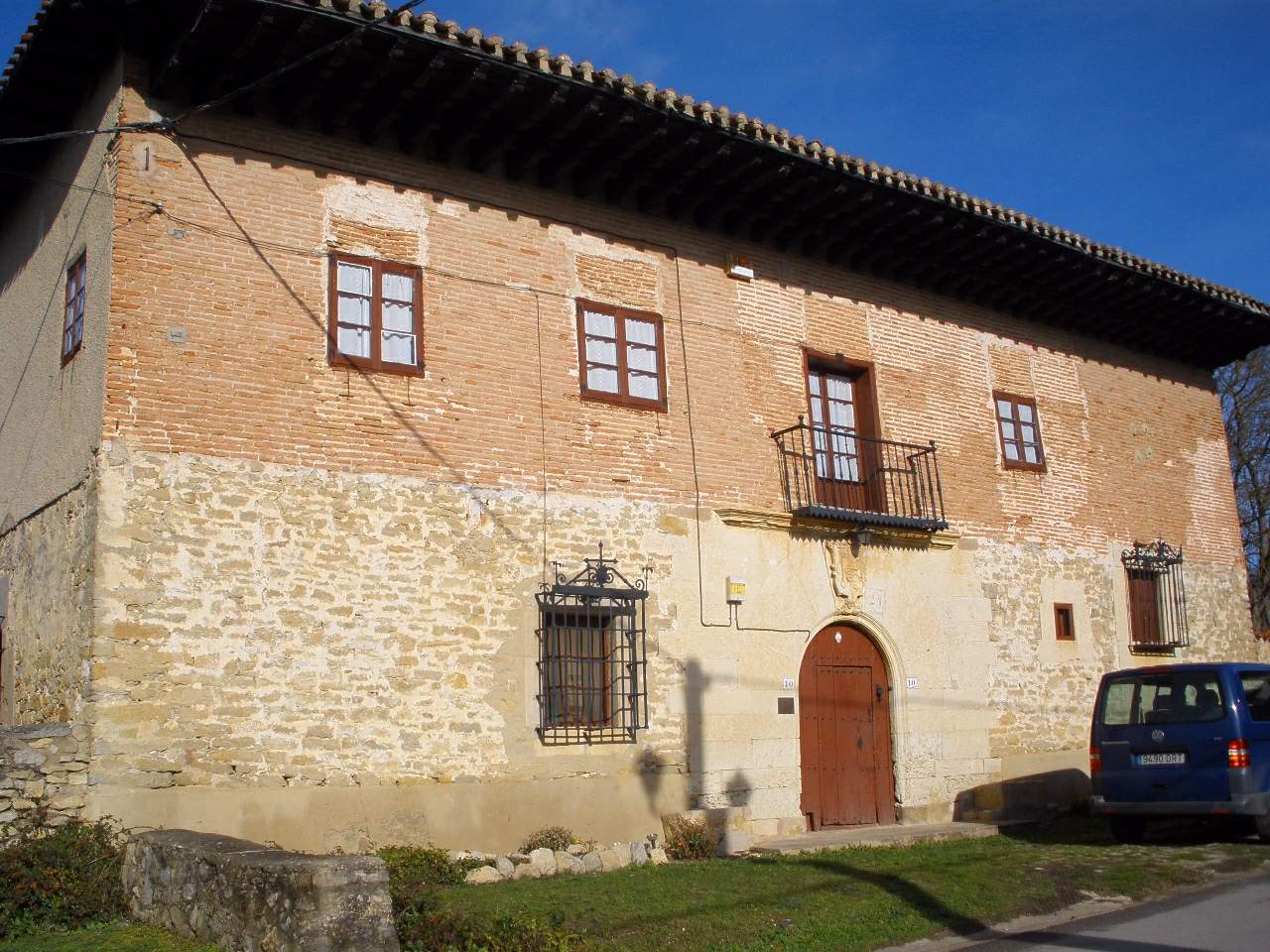
Casa fuerte en Aberásturi

Aberásturi es una de 43 aldeas que se reunieron a Vitoria en diferentes tiempos y ocasiones, y que al segregarse en 1840 la Cuadrilla de Añana permaneció en la Cuadrilla de Vitoria. Perteneció anteriormente al municipio de Elorriaga, hasta la integración de éste en el municipio de Vitoria en torno a 1870.
Una narración minuciosa de la historia de este pueblo, puede encontrarse en el libro “Aberásturi".
Un acontecimiento sucedido con los franceses en 1813, da idea de cómo se vivieron aquellos tiempos. Se empezaron a ver pasar soldados camino de Pamplona. No hubo tiempo ni de dar campanas ni de correr, Domingo Ruiz de Herenchun, a sus 37 años, prestó su último servicio como Primer Regidor de Aberasturi. Los franceses descargaron sus armas sobre él, siguieron su camino y, a culatazos, abrieron la puerta de la iglesia y la saquearon. Le dieron fuego a la iglesia y siguieron su camino.
Aparece descrito en el primer volumen del Diccionario geográfico-estadístico-histórico de España y sus posesiones de Ultramar de Pascual Madoz de la siguiente manera:

ABERASTURI: l. en la prov. de Alava, vicaría de Vitoria (1 ½leg.) y ayunt. de Elorriaga (1), con alc. p.: sit. en lo alto y al S. de una montaña, su clima es sano; tiene sobre 40 casas inclusas las esparcidas por la ladera: hay escuela pagada por los padres de los niños y niñas que á ella concurrel. La igl. parr. (S. Esteban Proto-martir) está servida por dos beneficiados: con su term., en el que se encuentran varias ermitas, confinan al N. el de Ascarza, al E. el de Andolla, por S. el de Oquina y á O. los de Bolivar y Gamiz: entre sus buenas fuentes se encuentra una mineral sulfúrea cuyas aguas no se han analizado, pero que atraen, por las cualidades que se les atribuye, á un considerable número de enfermos; el terreno es áspero, es poco fértil y los caminos locales y malos. Prod. cereales, algunas frutas de invierno y hortalizas; cria ganado vacuno y de otras especies que llevan sus dueños á los mercados de Vitoria: pobl.: 36 vec. y 112 alm. (V. Elorriaga : ayunt.)
(Madoz, 1845, p. 52)

Décadas después, ya en el siglo XX, se describe con las siguientes palabras en el tomo de la Geografía general del País Vasco-Navarro dedicado a Álava y coordinado por Vicente Vera y López:

Aberásturi.―Lugar que dista de la capital 7,060 metros, tiene 41 edificios, 37 de dos pisos y 4 de uno, de ellos 2 deshabitados, con 230 habitantes de hecho y 231 de derecho; de los primeros son varones 115 é igual número de hembras. Está situado en una altura limitando al N. con Ascarza, al S. con Oquina, al E. con Andollu y al O. con Bolívar. Su iglesia parroquial es de entrada, bajo la advocación de San Esteban Protomártir; pertenece al arciprestazgo de Armentia y tiene además dos ermitas, una en el pueblo y la otra en el sitio llamado Uriarte, distante unos 1,500 metros. Tiene una escuela incompleta ó de asistencia mixta. A pesar de ser su término poco fértil, se recolectan cereales, hortalizas y frutas de invierno. Se cría ganado vacuno, lanar y porcino, que parte de él se lleva á vender á Vitoria, a la que está unida por un camino vecinal que enlaza con la carretera de dicha ciudad á Estella. A este lugar pertenecen los montes de Arangueta y Aranduyo, de 200 hectáreas, en las que crece con preferencia el roble quejigo.

Los vecinos disfrutan del aprovechamiento de los antes citados montes comunales, y además comparten con otros lugares el de los llamados Beramandi y Latronia, de robles y de 104 hectáreas de superficie.
(Vera y López, 1915-1921, p. 324)

## Despoblados
Forma parte del concejo una fracción del despoblado de:
- San Román de Ascarza (actualmente Durruma).

Forma parte del concejo el despoblado de:
- Uriarte.[13]

## Demografía
En 2018 Aberásturi cuenta con una población de 129 habitantes según el Padrón Municipal de habitantes del Ayuntamiento de Vitoria.
| Gráfica de evolución demográfica de Aberásturi entre 2000 y 2017 |
|                                                                  |
| Población de derecho según los censos de población del INE.      |

## Cultura

### Patrimonio material
Iglesia parroquial bajo la advocación de San Esteban, con pórtico neoclásico, obra de Justo Antonio de Olaguibel, principios del siglo XIX.
Asimismo, cabe señalar la existencia de casas solariegas en la localidad, así como el paso por la localidad de la Vía Verde del antiguo ferrocarril Vasco-Navarro.
Conjunto de fuente-abrevadero-lavadero localizado en la ladera que baja hacia el río. La fuente y el abrevadero se disponen en eje, mientras que el lavadero se encuentra algo desplazado de los anteriores, a un nivel inferior y lindero con el riachuelo que atraviesa el pueblo.
Instalación deportiva construida para la práctica del juego de bolos.
Molino. Instalación preindustrial localizada al norte de Aberásturi, detrás y cerca del templo parroquial.

### Patrimonio inmaterial
Las fiestas del concejo se celebran en mayo y en septiembre.